# بخش اقتصادی

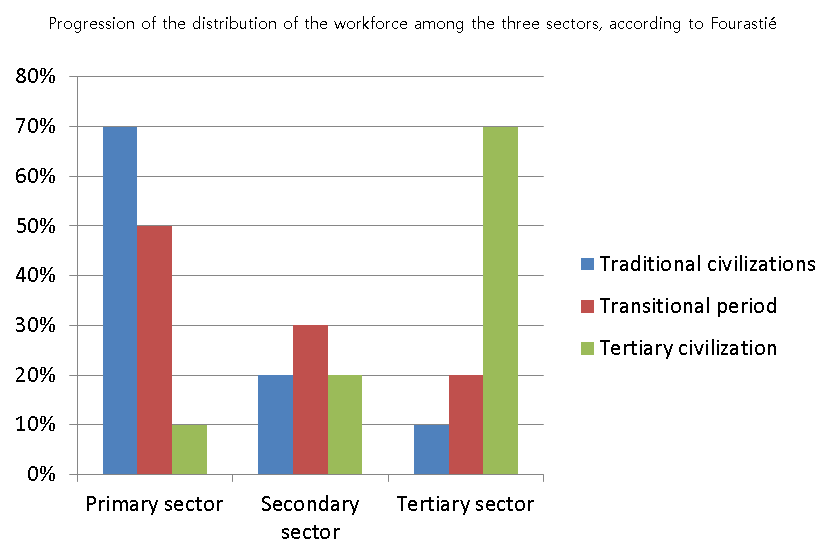
بخش‌های سه‌گانه اقتصاد در طول تاریخ بر اساس نظریات ژان فوراستیه

مدل بخش‌های سه‌گانهکولین کلارک در طول تاریخ

تقسیم‌بندی کلاسیک بخش‌های اقتصادی شامل موارد زیر است:
- بخش اول: شامل استخراج و تولید مواد خام مثل: ذرت، زغال سنگ، چوب و آهن است (کشاورزی، جنگلبانی، ماهی‌گیری و معدنچی زغال سنگ در بخش اولیه اقتصاد کار می‌کنند).
- بخش دوم: شامل حمل و نقل مواد اولیه خام یا تولید کالا از مواد میانی است، برای مثال: ساخت خودرو از فولاد و لباس از پارچه. (کارگر کارخانه خودرو و خیاط در بخش دوم اقتصاد کار می‌کنند).
- بخش سوم: شامل فراهم آوردن خدمات به شرکت‌ها و مصرف‌کنندگان است، برای مثال: بازرگانی، بانکداری، بیمه، حمل و نقل، ارتباطات، فعالیت در دستگاه‌های خصوصی یا دولتی، نگهداری از کودکان، سینما در بخش سوم اقتصاد کار می‌کنند.

به‌طور خلاصه، بخش اول را 'بخش کشاورزی'، بخش دوم را 'بخش صنعت' و بخش سوم را «بخش خدمات» می‌نامند.
در قرن بیستم، تفاوت‌های خدمات سنتی در بخش سوم اقتصاد با خدمات نوین در بخش چهارم اقتصاد (برای مثال خدمات فناوری اطلاعات) بیشتر نمایان شد.